# Арми (город-государство)
Арми — город-государство бронзового века (конец 3 тысячелетия до нашей эры), находившееся на границе современных Сирии и Турции (Киликия). Известен главным образом благодаря информации, сохранившейся в царском архиве Эблы.
Арми пытались отождествить с упоминаемым в аккадских источниках городом Арманум, с Алеппо и с Талль-Бази (современный Таль-Банат) — цитаделью на берегу Евфрата в 60 км к югу от Джерабулуса. Пётр Штайнкеллер (2021) помещает Арми существенно восточнее — в Киликии (на юге Анатолии).

## История
Арми — город, чаще всего упоминаемый в текстах города Эбла. Царство Арми было вассалом Эблы, имело своих царей и служило факторией и торговым посредником для Эблы. Джованни Петтинато описывает Арми как «альтер-эго» Эблы. Однако отношения между двумя городами сложны, поскольку они не всегда были мирными: в текстах Эблы упоминается как обмен дарами между царями, так и войны между ними.
Согласно Штайнкеллеру Эбла получала древесину от купцов Арми, которые приобретали её в горах Нур (именуемых в табличках Эблы еловыми горами). Многие эблаитские купцы были активны в Арми и наоборот, но, несмотря на интенсивный торговый обмен, отношения, похоже, ухудшились во время правления преемника эблаитского царя Иркаб-Даму — Исар-Даму, чей могущественный визирь Ибриум (Эбриум) вёл войну против Арми на девятом году службы визирем. В текстах упоминается, что битва произошла возле города Батин (вероятно, где-то в районе Алеппо) и что в Эблу прибыл гонец с новостями о поражении Арми.
Сын и преемник Эбриума на посту визиря Ибби-Сипиш на третьем году своего правления провёл военную кампанию против города Багара. Писец, описывающий кампанию против Багары, упоминает при этом и военную экспедицию против Арми, что может означать, что Багара принадлежала Арми.
Ибби-Сипиш провёл новые военные действия против Арми. В одном из его текстов упоминается, что для кампании против Арми он приобрёл льняные ткани.
Отношения Эблы и Арми не менее сложны, чем отношения Эблы и Мари. В текстах Эблы упоминаются два междинастических брака с сыном царя Нагара и Киша, но, несмотря на очень тесные отношения между Эблой и Арми, междинастические браки между ними ни разу не засвидетельствованы.
В последние годы своего существования Эбла в союзе с Нагаром и Кишем провела большую военную экспедицию против Арми и захватила его. Сын Ибби-Сипиша по имени Энзи-Малик избрал Арми своей резиденцией.

### Падение
Арми не упоминался после разрушения Эблы. Было предложено множество теорий этого разрушения. Историк Майкл К. Астур считает, что разрушение Эблы и Арми могло произойти ок. 2290 г. до н. э., во время правления Лугальзагеси; на то же время приходится и начало правления Саргона Аккадского.
Аккадский царь Нарам-Син утверждает, что завоевал Арманум и Эблу и захватил царя Арманума. Он даёт развёрнутое описание своей осады Арманума, разрушения его стен и пленения его царя Рид-Адада. Сходство между именами побудило историка Уэйна Горовица отождествить Арманум с Арми. Если Арми на самом деле был Арманумом, упомянутым Нарам-Сином, то это событие можно датировать ок. 2240 г. до н. э. Как бы то ни было, вся северная Сирия (включая Эблу и Арми) находилась под властью Аккадской державы во время правления Нарам-Сина.
Астур считает, что Арманум, о завоевании которого рассказывает Нарам-Син, — это не тот же город, что и эблаитская Арми. Дело в том, что для аккадского царя разграбленная им Эбла была лишь пограничным городом земли Арманума, тогда как Арми на эблаитских табличках представлен вассалом Эблы. Анализ данных архива эблаитов приводит Астура к выводу, что, сирийская Эбла должна была быть сожжена в 2290 г. до н. э., то есть задолго до правления Нарам-Сина.

## Язык
Эблаитские сообщения об Арми, датированные ок. 2500—2300 гг. до н. э., как полагают, содержат самый ранний засвидетельствованный анатолийский (и индоевропейский) язык, а именно список мужских личных имён, оканчивающихся на -adu (например, La-wadu и Mu-lu-wa-du).